# Liste der Kulturdenkmale in Mohlsdorf-Teichwolframsdorf
In der Liste der Kulturdenkmale in Mohlsdorf-Teichwolframsdorf sind die Kulturdenkmale der thüringischen Gemeinde Mohlsdorf-Teichwolframsdorf im Landkreis Greiz aufgelistet.

## Legende
- Bild: zeigt ein Bild des Kulturdenkmals und gegebenenfalls einen Link zu weiteren Fotos des Kulturdenkmals im Medienarchiv Wikimedia Commons
- Bezeichnung: Name, Bezeichnung oder die Art des Kulturdenkmals
- Lage: Wenn vorhanden Straßenname und Hausnummer des Kulturdenkmals; Grundsortierung der Liste erfolgt nach dieser Adresse. Der Link Karte führt zu verschiedenen Kartendarstellungen und nennt die Koordinaten des Kulturdenkmals.
 Kartenansicht, um Koordinaten zu setzen – in dieser Kartenansicht sind Kulturdenkmale ohne Koordinaten mit einem roten bzw. orangen Marker dargestellt und können in der Karte gesetzt werden. Kulturdenkmale ohne Bild sind mit einem blauen bzw. roten Marker gekennzeichnet, Kulturdenkmale mit Bild mit einem grünen bzw. orangen Marker.
- Datierung: gibt das Jahr der Fertigstellung beziehungsweise das Datum der Erstnennung oder den Zeitraum der Errichtung an
- Beschreibung: bauliche und geschichtliche Einzelheiten des Kulturdenkmals, vorzugsweise die Denkmaleigenschaften
- ID: Die ID identifiziert das Kulturdenkmal eindeutig. In Thüringen sind aktuell keine IDs veröffentlicht. In der ID-Spalte kann sich auch folgendes Icon  befinden, dies führt zu Angaben zu diesem Kulturdenkmal bei Wikidata.

## Kulturdenkmale nach Ortsteilen

### Gottesgrün
| Bild                           | Bezeichnung                                      | Lage                                  | Datierung | Beschreibung | ID |
| ------------------------------ | ------------------------------------------------ | ------------------------------------- | --------- | ------------ | -- |
| BW                             | Trafohaus                                        | Gottesgrün, Ortsstraße o. Nr. (Karte) |           |              |    |
| BW                             | Gehöft                                           | Gottesgrün, Ortsstraße 20 (Karte)     |           |              |    |
| BW                             | Gehöft                                           | Gottesgrün, Ortsstraße 33 (Karte)     |           |              |    |
| weitere Bilder Fotos hochladen | Kirche mit Ausstattung, Kirchhof und Einfriedung | Gottesgrün, Ortsstraße 38 (Karte)     |           |              |    |
| BW                             | Gehöft                                           | Gottesgrün, Ortsstraße 44 (Karte)     |           |              |    |
| BW                             | Gehöft                                           | Gottesgrün, Ortsstraße 53 (Karte)     |           |              |    |

### Großkundorf
| Bild                           | Bezeichnung            | Lage                                    | Datierung | Beschreibung                                     | ID |
| ------------------------------ | ---------------------- | --------------------------------------- | --------- | ------------------------------------------------ | -- |
| BW                             | Teufelskanzel          | Großkundorf (Karte)                     |           | Bodendenkmal                                     |    |
| weitere Bilder Fotos hochladen | Ev. Dorfkirche         | Großkundorf, Großkundorf o. Nr. (Karte) |           | Kirche mit Ausstattung, Kirchhof und Einfriedung |    |
| BW                             | Grünanlage mit Denkmal | Großkundorf, Großkundorf o. Nr. (Karte) |           |                                                  |    |
| BW                             | Gehöft                 | Großkundorf, Großkundorf 12 (Karte)     |           |                                                  |    |
| BW                             | Gehöft                 | Großkundorf, Großkundorf 13 (Karte)     |           |                                                  |    |
| BW                             | Gehöft                 | Großkundorf, Großkundorf 37 (Karte)     |           |                                                  |    |
| BW                             | Gehöft                 | Großkundorf, Großkundorf 38 (Karte)     |           |                                                  |    |
| BW                             | Schmiedegehöft         | Großkundorf, Großkundorf 39 (Karte)     |           |                                                  |    |
| BW                             | Pfarrhaus              | Großkundorf, Großkundorf 44 (Karte)     |           |                                                  |    |
| BW                             | Gehöft                 | Großkundorf, Großkundorf 49 (Karte)     |           |                                                  |    |

### Herrmannsgrün
| Bild                                    | Bezeichnung                            | Lage                                   | Datierung | Beschreibung                                     | ID |
| --------------------------------------- | -------------------------------------- | -------------------------------------- | --------- | ------------------------------------------------ | -- |
| Direkt Bild zu diesem Denkmal hochladen | Turmhügel                              | Herrmannsgrün                          |           | Bodendenkmal                                     |    |
| BW                                      | Wasserwerk Mohlsdorf                   | Herrmannsgrün, Am Höllflügel (Karte)   |           | Wasserwerk                                       |    |
| BW                                      | Neue Schule                            | Herrmannsgrün, Goethestraße 22 (Karte) |           | Schule                                           |    |
| weitere Bilder Fotos hochladen          | Ev. Dorfkirche                         | Herrmannsgrün, Juchhöhe o. Nr. (Karte) |           | Kirche mit Ausstattung, Friedhof und Glockenhaus |    |
| BW                                      | Pechpfanne                             | Herrmannsgrün, Waldhaus o. Nr. (Karte) |           |                                                  |    |
| BW                                      | Pechpfanne                             | Herrmannsgrün, Waldhaus o. Nr. (Karte) |           |                                                  |    |
| BW                                      | Gedenkstein für Prof. Friedrich Ludwig | Herrmannsgrün, Waldhaus o. Nr. (Karte) |           | Gedenkstätte                                     |    |
| BW                                      | Gehöft mit Toranlage                   | Herrmannsgrün, Waldhaus 1a (Karte)     |           |                                                  |    |
| BW                                      | Kalkofen                               | Herrmannsgrün, Waldhaus 15 (Karte)     |           |                                                  |    |
| BW                                      | Forsthaus                              | Herrmannsgrün, Waldhaus 7 (Karte)      |           |                                                  |    |

### Kahmer
| Bild            | Bezeichnung   | Lage                          | Datierung | Beschreibung | ID |
| --------------- | ------------- | ----------------------------- | --------- | ------------ | -- |
| BW              | Turmhügel     | Kahmer (Karte)                |           | Bodendenkmal |    |
| BW              | Wasserwerk    | Kahmer, Dorfstraße (Karte)    |           |              |    |
| Fotos hochladen | Feuerwehrhaus | Kahmer, Dorfstraße 35 (Karte) |           |              |    |

### Mohlsdorf
| Bild | Bezeichnung            | Lage                                          | Datierung | Beschreibung                               | ID |
| ---- | ---------------------- | --------------------------------------------- | --------- | ------------------------------------------ | -- |
| BW   | Ringwallanlage         | Mohlsdorf (Karte)                             |           | Bodendenkmal                               |    |
| BW   | Wohnhaus               | Mohlsdorf, Greizer Straße 10 (Karte)          |           |                                            |    |
| BW   | ehem. Färberei Dittmar | Mohlsdorf, Hermann-Pampel-Straße 1, 3 (Karte) |           | Wohn- und Verwaltungsgebäude und Kraftwerk |    |

### Teichwolframsdorf
| Bild                           | Bezeichnung                    | Lage                                          | Datierung | Beschreibung                                              | ID |
| ------------------------------ | ------------------------------ | --------------------------------------------- | --------- | --------------------------------------------------------- | -- |
| BW                             | Motte 'Die Insel'              | Teichwolframsdorf (Karte)                     |           | Bodendenkmal                                              |    |
| BW                             | Wohnhaus                       | Teichwolframsdorf, Gartenweg 15 (Karte)       |           |                                                           |    |
| BW                             | Wohnhaus                       | Teichwolframsdorf, Hagenberg 35 (Karte)       |           |                                                           |    |
| BW                             | Gehöft                         | Teichwolframsdorf, Hauptstraße 40 (Karte)     |           |                                                           |    |
| weitere Bilder Fotos hochladen | Ev. Pfarrkirche Peter und Paul | Teichwolframsdorf, Kirchstraße o. Nr. (Karte) |           | Kirche mit Ausstattung, Kirchhof und Einfriedung          |    |
| BW                             | Neuer Friedhof                 | Teichwolframsdorf, Kirchstraße o. Nr. (Karte) |           | Friedhof, Feierhalle, Gefallenendenkmal und Grabstätte(n) |    |
| BW                             | Schule                         | Teichwolframsdorf, Kirchstraße 5 (Karte)      |           |                                                           |    |
| BW                             | Gemeindeverwaltung             | Teichwolframsdorf, Steinberg 1 (Karte)        |           |                                                           |    |
| BW                             | Villa Hempel                   | Teichwolframsdorf, Steinberg 17 (Karte)       |           | Villa                                                     |    |
| BW                             | Gehöft                         | Teichwolframsdorf, Talstraße 1 (Karte)        |           |                                                           |    |

### Waltersdorf/Berga
| Bild                           | Bezeichnung                  | Lage                                                   | Datierung | Beschreibung                                           | ID |
| ------------------------------ | ---------------------------- | ------------------------------------------------------ | --------- | ------------------------------------------------------ | -- |
| weitere Bilder Fotos hochladen | Methodistische Kirche        | Waltersdorf/Berga, Am Mühlberg 19 (Karte)              |           | Kirche mit Ausstattung                                 |    |
| BW                             | Steinermühle                 | Waltersdorf/Berga, Am Mühlberg 37 (Karte)              |           | Mühlengehöft                                           |    |
| BW                             | Gut mit Bodendenkmal Rüßburg | Waltersdorf/Berga, Rüßdorf 1 (Karte)                   |           | ehem. Rittergut                                        |    |
| BW                             | Gehöft                       | Waltersdorf/Berga, Waltersdorfer Dorfstraße 18 (Karte) |           |                                                        |    |
| BW                             | Gehöft                       | Waltersdorf/Berga, Waltersdorfer Dorfstraße 24 (Karte) |           |                                                        |    |
| weitere Bilder Fotos hochladen | Evangelische Pfarrkirche     | Waltersdorf/Berga, Waltersdorfer Dorfstraße 33 (Karte) |           | Kirche mit Ausstattung, Kirchhof und Gefallenendenkmal |    |